# Embalse del Porma

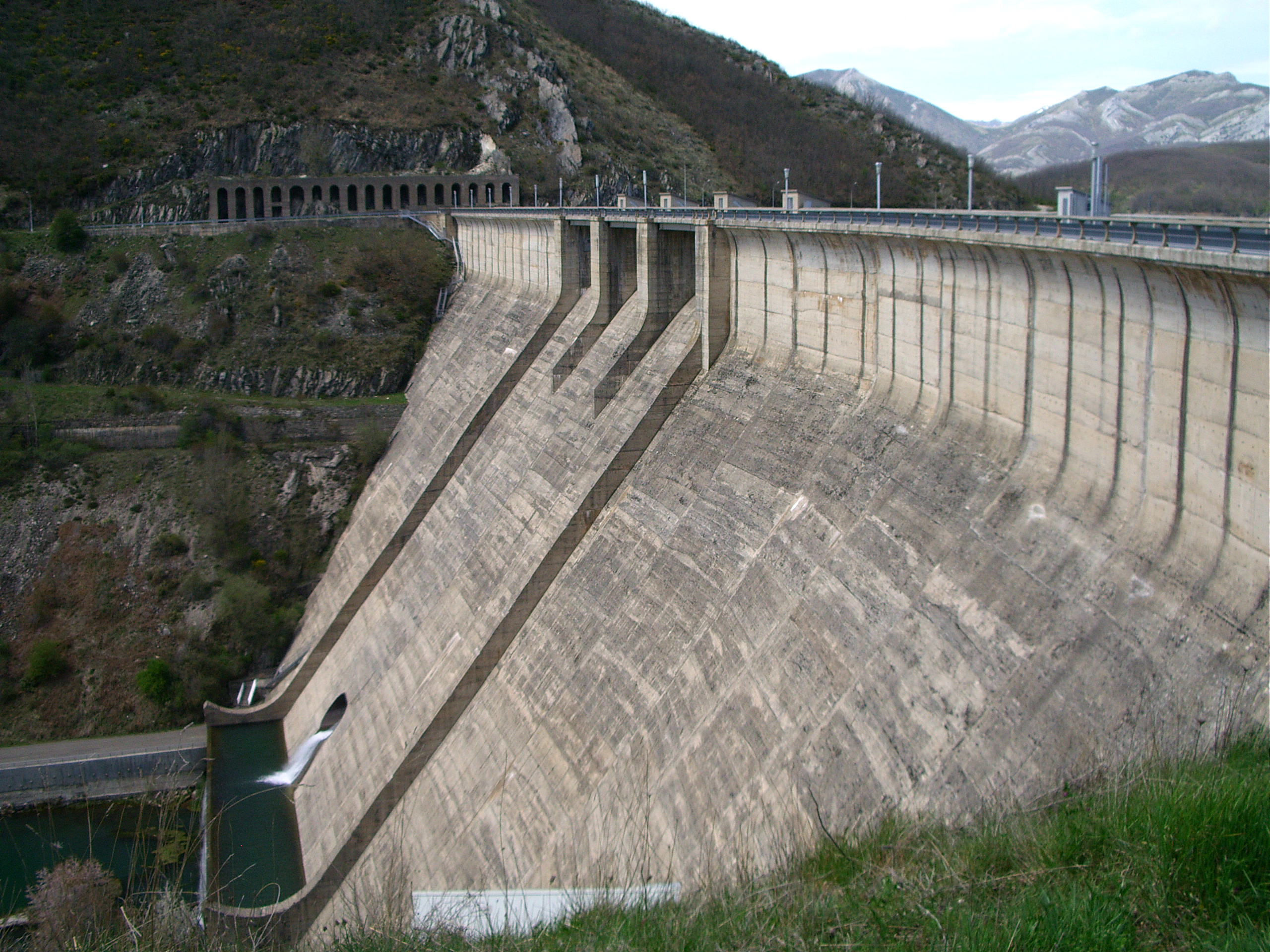
Presa del embalse

El embalse del Porma es el tercer embalse más grande de la provincia de León, después del de Riaño, en el Esla, y Bárcena en el Sil. Fue diseñado, entre otros, por el ingeniero y escritor madrileño Juan Benet, y se encuentra en el término municipal de Boñar. En 1994, tras la muerte de Juan Benet, el muro pasó a denominarse presa de Juan Benet, el embalse continúa teniendo la denominación oficial de embalse del Porma. Entre vecinos de la zona se conoce también como embalse de Vegamián, por el nombre del principal pueblo que sepultó.
Su construcción sumergió por completo los pueblos de Vegamián, Campillo, Ferreras, Quintanilla, Armada y Lodares y afectó de forma parcial a Utrero y Camposolillo que también fueron expropiados, ya que la mayor parte de sus terrenos se sitúan en zonas anegadas por el pantano.
La construcción de la presa y embalse condenó también al aislamiento de otros pueblos como Rucayo o Valdehuesa, que quedaron comunicados con la carretera principal por un estrecho camino de tierra, que se asfaltó en los años 80 y se amplió a principio del siglo XXI. Esta situación contribuyó al casi abandono de estas dos poblaciones en la actualidad, si bien esta situación cambia en periodos festivos o en verano.
En 2017 se realizó una exposición en la Fundación Cerezales Antonino y Cinia sobre el impacto que tuvo la presa en la comarca

## Características
Inaugurado en 1968, tiene una capacidad de 317 hm³, suficiente para regar 45 000 ha. El embalse cumple una función primordial en la regulación de los ríos leoneses para evitar las riadas que se sucedían antes de su inauguración. Es conocido también como embalse de Vegamián o pantano del Porma.
Dispone de una aportación de agua desde el vecino río Curueño por medio de un trasvase con un túnel de unos 6 km por debajo de la montaña.
En la salida del túnel y en el muro de la presa se inició en el año 2000 la construcción de dos minicentrales hidroeléctricas, operativas desde el año 2006.